# ブルックス・ジェンセン
ブルックス・ジェンセン（Brooks Jensen、2001年8月2日 - ）は、アメリカ合衆国アラバマ州ランバーン出身のプロレスラー。本名はベンジャミン・ブキャナン（Benjamin Buchanan）。

## 来歴

### NXT UK
2021年8月30日、ブキャナンは、WWEと契約。9月14日、インペリウムとのタッグマッチでジョシュ・ブリッグスとチームを組み、ブルックス・ジェンセンというリングネームでデビューした。その後、2022ダスティ・ローデス・タッグチーム・クラシック・トーナメントに参加したが、タイトルを獲得できなかった。6月22日、4ウェイエリミネーションマッチで、NXT UKタッグチーム王座を獲得した。

## 獲得タイトル
アナーキーレスリング
- アナーキー・タッグチーム王座 : 1回（w /ブル・ブキャナン

SFCW
- SFCWタッグチーム王座 : 1回（w /ブル・ブキャナン

VCW
- VCWヘビー級王座 : 1回

WWE
- NXT UKタッグチーム王座 : 1回（w /ジョシュ・ブリッグス

## 入場曲
- Brothers In Arms 現在使用中